# Handoga
Handoga är en arkeologisk plats som ligger 14 km väster om Dikhil i regionen Dikhil, Djibouti. 
På denna plats genomfördes arkeologiska utgrävningar första gången år 1970, och genom dessa arkeologiska utgrävningar i öknen har man anträffat grunderna från stenhus samt grundmurarna efter en rektangulär byggnad med ett speciellt hörn riktat mot Mecka. Runda husgrunder från för-islamisk tid har också anträffats samlade i byar samt förhistoriska klippmålningar föreställande människor och kameler. 
Ruinerna i staden, som till antalet torde överstiga hundra och som främst är byggda av basalt, kommer från både för-gett ett varierande fyndmaterial, och förekomsten av basaltredskap, keramik och glasföremål har daterat platsen till 4000-3000 f.Kr. Inga förhistoriska metallföremål har anträffats, däremot har en stor mängd stenredskap (mikroliter, borrar, grova stenredskap och knivar tillverkade av basalt, ryolit eller obsidian) och keramik hittats vid utgrävningar. 
I området har man även anträffat ett 1.6 miljoner år gammalt elefantskelett samt en stor mängd fossiler från däggdjur från Pleistocen-perioden.
En teori är att det arkeologiska området i Handoga är resterna efter en inhemsk, tidigare outforskad kultur i Djibouti. Exakt vad platsen använts till under förhistorisk tid är omtvistat. Eftersom kulturen som uppförde platsen var nomader som sannolikt ägnade sig åt transhumans kan platsen ha använts vid säsongvis boskapsskötsel. En annan teori är att platsen använts för spannmålsjordbruk. Platsen låg vid två gamla karavanvägar och har sannolikt använts vid handel åtminstone islamisk och islamisk tid. 
Platsen är känd för sin rika och långa historia med en mix av fynd från olika perioder. Utgrävningar på platsen har under islamisk tid. Under islamisk tid har metallframställning och smide förekommit på platsen, och på grund av dess läge vid karavanvägar samt fynd av mynt från 1400-1500-talet tror man att metallföremål framställts och sålts här.